# Kanton Orléans-Carmes
Orléans-Carmes is een voormalig kanton van het Franse departement Loiret. Het kanton maakte deel uit van het arrondissement Orléans. Het werd opgeheven bij decreet van 25 februari 2014 met uitwerking op 22 maart 2015.
Het kanton omvatte uitsluitend een deel van de gemeente Orléans, namelijk de stadsdelen:
- Carmes - Bannier
- Madeleine